# Halmstad
Halmstad és una ciutat del sud-oest de Suècia, vora del mar de Kattegat, capital del comtat de Halland. A finals del 2020, la ciutat tenia una població estimada de 71.316 habitants i el municipi de 103.754.

## Història
Fou fundada en la dècada de 1320, durant el regnat de Cristòfor II de Dinamarca. El nom de Halland és mencionat en el Liber Census Daniæ del rei Valdemar II de Dinamarca, el 1231, com a lloc de residència reial.
Entre 1434 i 1436 ocorregué una revolta contra la Unió de Kalmar, regida per Eric de Pomerània, que fou dirigida pel seu Engelbrekt Engelbrektsson, resultant Halmstad arrasada i cremada.
El 1536, al començament de la Guerra Nòrdica dels Set Anys (1636-1570), la ciutat fou assetjada. L'any 1619 succeí un gran incendi que devastà la ciutat, amb l'excepció d'edificis construïts de pedra i l'església.
Com a resultat del Tractat de Roskilde de 1658, la ciutat passà a formar part de Suècia. Durant la Guerra d'Escània (1675-1679) hi tingué lloc la Batalla de Halmstad, als afores de la ciutat.
Entre 1882 i 1889 es construí la línia de ferrocarril que uní la ciutat amb Nässjö, Helsingborg, Varberg i Bolmen.
A la vila hi tenen seu el Col·legi Universitari de Halmstad (Halmstad Högskolan), el Col·legi Universitari Tècnic de la Defensa (Försvarsmaktens tekniska skola) i el Col·legi Universitari Militar (Militärhögskolan Halmstad).

## Personatges il·lustres
- Jonas Altberg (Basshunter), cantant, productor musical i DJ de música electrònica.
- Carl Bildt, exprimer ministre de Suècia.
- Per Gessle, músic integrant el duo Roxette.
- Fredrik Ljungberg, exfutbolista.
- Sofia Arvidsson, tennista.
- Johannes Robert Rydberg, físic.
- Bengt Samuelsson, bioquímic, Nobel de Medicina del 1982.